# Esllavissada

Simulació per ordinador d'una ensulsiada a Califòrnia el gener de 1997.

Una esllavissada o solsida o lliscament és un esfondrament de terres, roques, cingles, penya-segats o vessants de muntanyes. Les esllavissades de terres fan referència a les diverses formes de moviments massius de sòl, com ara despreniments de roques, falles de pendents profunds, colades de fang i laves torrencials. Els esllavissaments de terres es produeixen en diversos entorns, caracteritzats per pendents forts o suaus, des de serralades fins a penya-segats costaners o fins i tot sota l'aigua, en aquest cas s'anomenen esllavissades submarines. La gravetat és la principal força motriu perquè es produeixi una esllavissada, però hi ha altres factors que afecten l'estabilitat de talussos que en condicions específiques fan que el pendent sigui propens a trencar-se. En molts casos, l'esllavissada es produeix per un esdeveniment fortuït com ara precipitacions intenses, un terratrèmol, un tall de pendent per construir una carretera i molts altres, tot i que no sempre són identificables.

## Descripció
Les esllavissades es produeixen quan el pendent (o una part d’ell) experimenta alguns processos que canvien la seva condició d’estable a inestable. Això es deu essencialment a una disminució de la resistència al talldel material de pendent, a un augment de la tensió tallant suportada pel material o a una combinació dels dos. Un canvi en l'estabilitat d'un pendent pot ser causat per diversos factors, que actuen junts o sols.
Un lliscament en superfície, produeix una esllavissada, com una massa de terra i roca que fa un descens més o menys brusc d'un pendent. El pla de lliscament o desplaçament de la massa de terreny separa el material mobilitzat del substrat o sòl no mobilitzat, de forma contínua. L'esllavissada pot tenir una longitud variable, segons la inclinació del pendent i/o del cabussament del vessant, i la composició de la massa de roques i de la terra que llisca.
Després d'haver lliscat sobre el pendent, la massa de pedra i terra conserva en conjunt una certa estructura i consistència. Aquest punt és important, car permet diferenciar les esllavissades o esllavissaments de terreny dels allaus de fang. Normalment les esllavissades són causades per l'erosió, tot i que hi ha altres causes o factors.

## Factors
Els lliscaments de terres poden ser causats per factors naturals o antròpics. Les causes naturals són diverses:
- Saturació per infiltració d'aigua de pluja, fusió de neu o fusió de glaceres[8]
- Augment de l'aigua subterrània o augment de la pressió de l'aigua dels porus (per exemple, a causa de la recàrrega dels aqüífers en èpoques de pluges o per infiltració d'aigua de pluja)[9]
- Augment de la pressió hidroestàtica en esquerdes i fractures[9][10]
- Pèrdua o absència d’estructura vegetativa vertical, nutrients del sòl i estructura del sòl (per exemple, després d’un incendi forestal: un incendi als boscos de 3-4 dies)[11]
- Erosió de la punta d'un talús pels rius o les ones del mar[12]
- Meteorització física i química (per exemple, per congelació i descongelació repetides, escalfament i refredament, filtració de sal a les aigües subterrànies o dissolució de minerals)[13][14]
- Sacsejades del terreny o sismes causades per terratrèmols, que poden desestabilitzar el pendent directament (per exemple, induint la liqüefacció del sòl) o debilitar el material i provocar esquerdes que acabaran produint una esllavissada[15][16]
- Erupcions volcàniques[17]

Els desplaçaments causats per l'acció de l'home inclouen aquests elements:
- Desforestació, conreu i construccions
- Vibracions de maquinària o trànsit[18]
- Explosius i mines[19]
- Moviments de terres (per exemple, alterant la forma d’un pendent o imposant noves càrregues);
- En sòls poc profunds, l'eliminació de la vegetació d’arrels profundes que uneix al col·luvió a la roca mare[20]
- Activitats agrícoles o forestals (industria fustera) i urbanització, que canvien la quantitat d'aigua que s'infiltra al sòl.

## Galeria

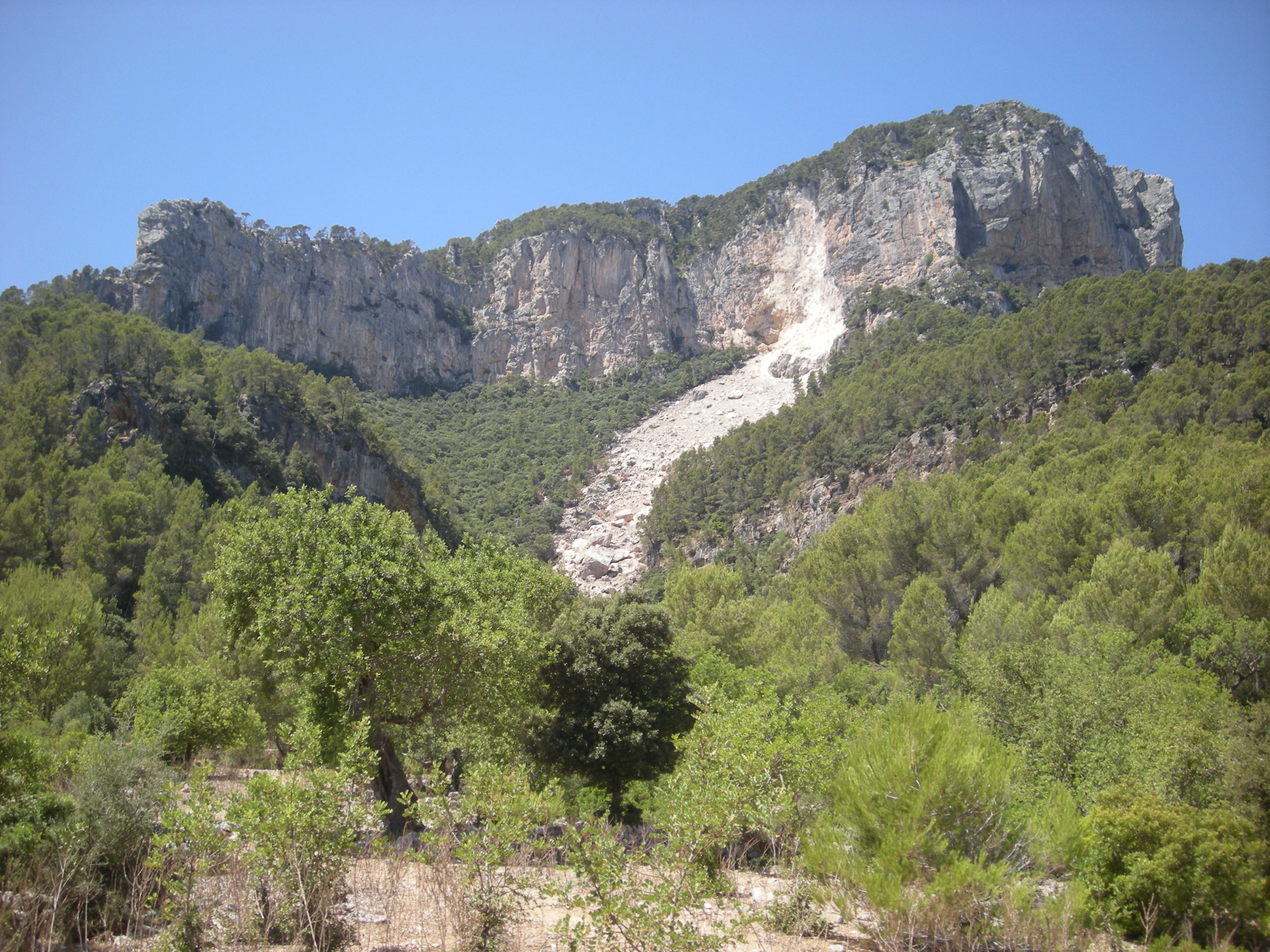
Esllavissada al Puig d'Alcadena, Alaró, Mallorca. S'aprecia molt bé el punt de partida i el d'arribada del material mobilitzat.
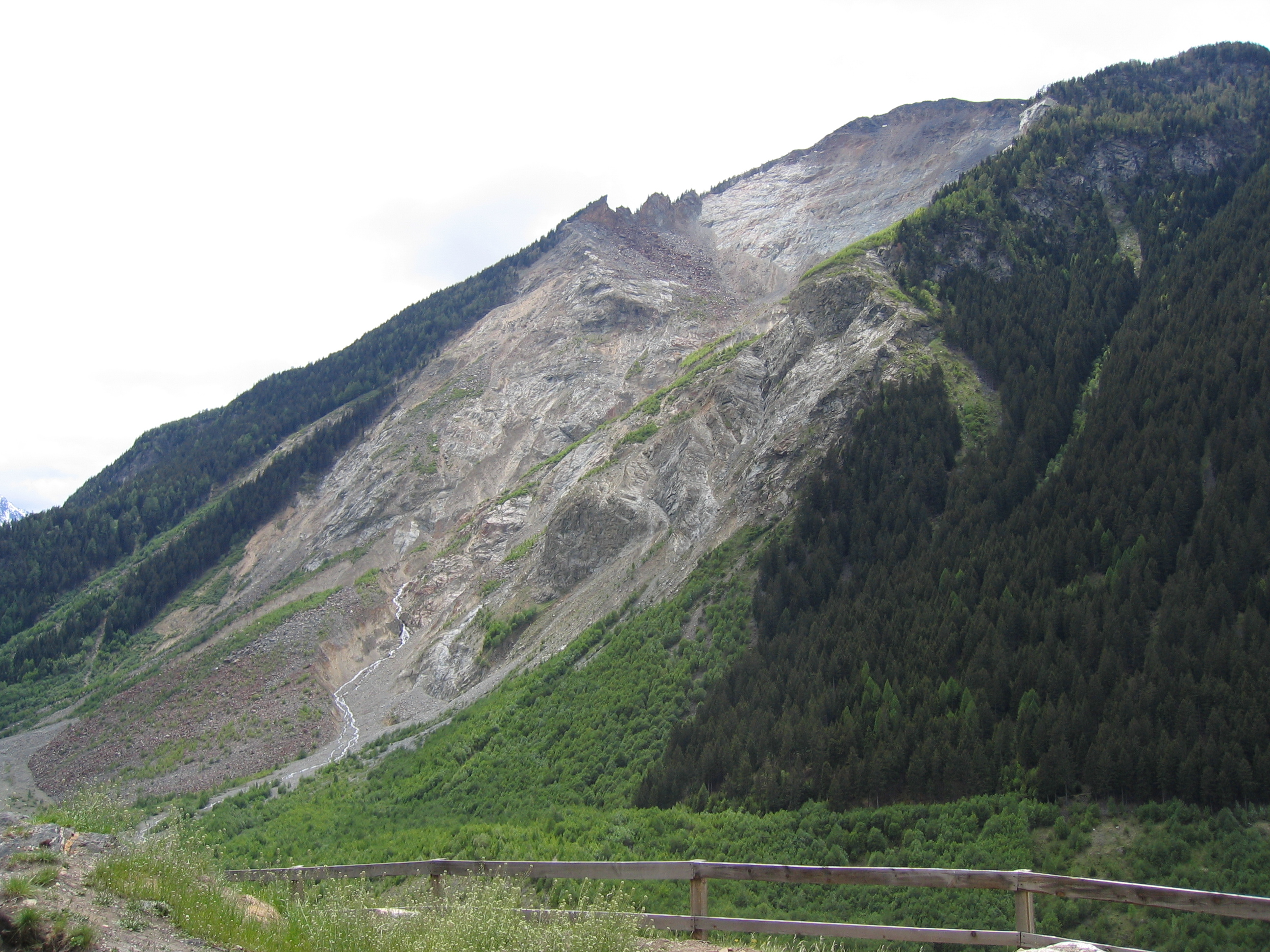
Esllavissada que va destruir el poble de Sant'Antonio Morignone, Valdisotto, Província de Sondrio.
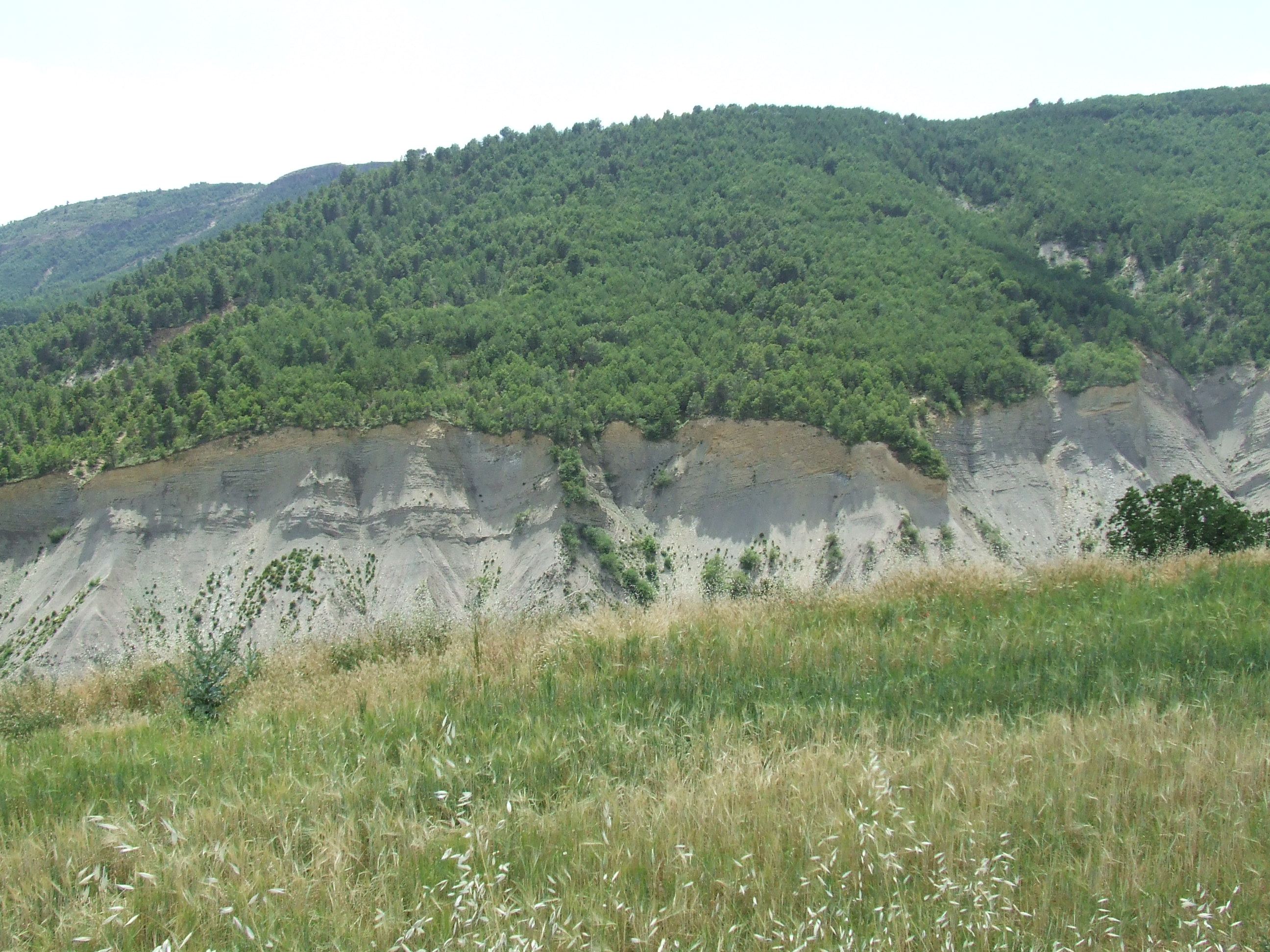
Els Associats, al barranc de Fontfreda, a Salàs de Pallars.